# Дисортография
Дисортографията е разстройство в усвояването на правописа. Понякога се среща изолирана, но най-често е съчетана с дислексия. Буквите, които си приличат по начина на изписване или на произнасяне, се объркват, мястото им в думите не се спазва. Дисортографията се дължи на лоша пространствена организация (объркване на ляво и дясно, на горе и долу), а понякога и на афективни разстройства у децата. Броят на учениците с лош правопис, без да са дизортографични в смисъла, в който го разбираме е много голям. Според анкета на Министерството на образованието (1987) сред представителна извадка от повече от 2000 петокласници над 50% от учениците не познават правилата за съгласуване на миналото причастие, а 70% допускат най-малко по шест грешки в диктовка.